# 物部守屋
物部守屋（？—587年7月）是日本飛鳥時代的政治家，官職為大連（伴造出身的有力豪族）。物部守屋出身於當時朝廷中的有力氏族物部氏，其父親為物部尾輿，母親為弓削氏之女阿佐姬。
物部守屋同其父一樣，對剛傳入日本的佛教持反對態度，主張推崇日本本土宗教神道教，強硬地反對佛教。572年，敏達天皇即位。物部守屋被任命為大連。而另一位支持佛教的貴族蘇我馬子則被任命為大臣。
根據《日本書紀》記載，敏達14年（585年）2月，蘇我馬子得病，上奏敏達天皇，提出建立佛寺、崇祀佛像的請求，並得到天皇的許可。但不久日本卻發生了疫病，大量人口死亡。3月，物部守屋便連同中臣勝海上奏，認為由於崇信「蕃神」導致了這場疫病，要求廢止佛法。天皇隨即准奏，守屋親自前往蘇我氏所建的佛寺，破壞佛塔，燒毀佛殿，將佛像投入海中，當面唾駡蘇我馬子、司馬達等等一些信佛者，將和尚、尼姑拖到鬧市鞭打。從此物部守屋與蘇我馬子二人結下大怨。然而疫情更為嚴重，敏達天皇也病重，但蘇我馬子卻病癒。於是天皇再次批准馬子建立佛寺。
不久以後，敏達天皇駕崩。天皇的駕崩加劇了崇佛派和排佛派的對立。在殯宮舉行天皇葬禮時，物部守屋和蘇我馬子互相譏諷和嘲笑。在蘇我馬子的推舉下，馬子的外甥池邊皇子即位，是為用明天皇。物部守屋則與敏達天皇的異母弟穴穗部皇子相結交，並奉穴穗部皇子的命令攻殺了先皇的寵臣三輪逆。
587年，用明天皇得病，欲重新信奉佛法，召集群臣商議。物部守屋、中臣勝海二人強烈地反對，但蘇我馬子卻引豐國法師入宮講解佛法，守屋怒視豐國法師。押坂部毛屎將群臣將要在路上謀害物部守屋的事秘告於物部，於是守屋逃出宮殿，在阿都（河內國）聚兵自衛。中臣勝海舉兵響應，製作了崇佛派的彥人皇子和竹田皇子的像對其進行詛咒。但不久自度形勢不利，前往彥人皇子的住宅並發誓效忠於皇子。歸途中，中臣勝海為舍人迹見赤檮所殺。物部守屋隨後遣使告知蘇我馬子，稱群臣欲謀害自己，不得不聚兵自衛。馬子雖然公開表示要討伐守屋，但卻招兵買馬，日夜警備。
同年4月，用明天皇駕崩，蘇我馬子推舉泊瀨部皇子即位，是為崇峻天皇。物部守屋欲舉兵擁立穴穗部皇子即位。蘇我馬子得知了此事，假借敏達天皇皇后炊屋姬（推古）的詔命，發兵誅殺了排佛派的穴穗部皇子和宅部皇子。蘇我馬子決定殲滅物部守屋，聯合泊瀨部、竹田、豐聰耳（聖德太子）等皇子與朝廷各公卿大臣，率軍攻打物部氏，史稱丁未之亂。
物部守屋率領宗親據稻城抗戰，一度擊退蘇我氏的軍隊。豐聰耳皇子向四天王像祈禱，若能戰勝物部氏，必廣建佛塔，弘揚佛法，於是蘇我軍大勝。守屋登上高處欲繼續抵抗，不料被迹見赤檮用利箭射殺，物部氏宗族遭滿門抄斬。戰後豐聰耳皇子在難波建立了四天王寺以還願。